# Zaratan - Arte Contemporânea
A Zaratan - Arte Contemporânea é uma associação cultural sem fins lucrativos localizada na freguesia de Santo António, no centro de Lisboa, situada numa antiga carvoaria. Fundada em 2014 por um grupo de artistas, tem o intuito de promover a criação, pesquisa, produção e disseminação da arte contemporânea em Portugal, fomentando ao mesmo tempo uma comunidade em crescimento constante de artistas e espectadores.
Espaço de arte independente e em autogestão, a programação é interdisciplinar e de cariz tendencialmente gratuito. Entre os seus eventos conta com exposições de arte individuais, mostras colectivas, performances artísticas, residências, concertos, workshops, apresentações culturais, projecções de filmes, edição de múltiplos, festivais, leilões, entre outros. Na história da Zaratan, o festival Múltiplo conta 6 edições e a exposição-leilão Hammer Time já se realizou 3 vezes.
Em 2018, a associação foi classificada pelo jornal Público como um «dos mais dinâmicos e receptivos locais para concertos de música de formas menos obviamente funcionais a surgir em Lisboa». Se pela Zaratan já passaram nomes consagrados da música como os de Luís Severo, Gabriel Ferrandini ou Norberto Lobo, é igualmente notório o apoio a jovens criadores, por exemplo através das várias exposições já desenvolvidas no âmbito da Pós-Graduação em Arte Sonora da Faculdade de Belas-Artes da Universidade de Lisboa.

## Exposições individuais
- "NATARAZ", Felix Vong, 2024
- "Rosas", Lea Managil, 2024
- "Til We Meet Again", Carlos Gaspar, 2023
- "Floresta Mágica", Ana Pessoa, 2023
- "Ne Pas Plier", Sara Mealha, 2023
- "Iron Age", Amália Mourad, 2023
- "privacy-GrDN.info", S4RA, 2022
- "Cosmogonia a Alastrar no Canto da Sala", Nuno Viegas, 2022
- "Da caverna", Isaque Pinheiro, 2022
- "My Fourth Incarnation", António Olaio, 2021
- "Na Muralha da China & Outros Kalkitos", Cristina Motta, 2021
- "Posto na Terra", Henrique Neves, 2021
- "Future Nothing", Nuno Direitinho, 2020
- "Listas", Sara & André, 2020
- "Mel da Senhora do Labirinto", André Sier, 2020
- "I-Stock", anónima, 2019
- "Elástico", José Taborda, 2019
- "EDEN", Filipe Vilas-Boas, 2019
- "#LUTO", André Trindade, 2019
- "Festim Lagostim", Sofia Mascate, 2019
- "Only If", Isobel Atacus, 2019
- "The Advantages of Poisonous Plants", Roi Carmeli, 2019
- "Retroexpectativa", João Branco, 2018-2019
- "Ecce Mono", Fábio Colaço, 2018
- ".I. (Ponto I Ponto)", anónima, 2018
- "Still Alive", Noa Tavori, 2018
- "Weight of Surface", Jeongsoo Lim, 2018
- "38.71574409016313, -9.154553761784655", Andrzej Rafalowicz, 2018
- "Água Temperamental", Bárbara Bulhão, 2018
- "SYSTAIME LOVES Z4 L!S R4 T4N B0N / L!SB01010101 / 888", Michaël Borras A.K.A Systaime, 2017-2018
- "CURATED CURATORS (I, II, III)", projecto de Sara & André, 2017
- "Endlesscolumn", Cécile Mestelan, 2017
- "Atelier-Museu", primeira desordem, 2017
- "Imaterial", Pedro Gramaxo, 2016-2017
- "MDM: Bio-Arte-Factos", Marta de Menezes, 2016
- "We Are All Lichens Now", Nuno Direitinho, 2016
- "Ameias", Stéphane Blumer, 2016
- "100 Polaroids", Michela Balloi, 2016
- "(triângulo)", Xavier Almeida, 2016
- "Furnas Matas", Ana Francisca Amaral, 2016
- "Colecção, detalhes à janela", Zé Pedro Duarte, 2016
- "Down to Earth", Maria Peña, 2016
- "Como Gavinhas", Fonseca da Silva, 2016
- "Capital Uber Alles", Vasco Costa, 2015
- "Radiotelescópio", André Sier e Alexandre Castro, 2015
- "Como Eles Se Calam", João R. Ferreira, 2015
- "A Strange Form of Life", Marta Alvim, 2015
- "Zonas de Habitabilidade", Aude Bairro e Barbara Meuli, 2015
- "And Murders and All", Sara Franco, 2015
- "Querida, Mudei a Casa", Henrique Neves, 2015
- "Cepo", Miguel Palma, 2015
- "Sublime and other Frequencies", João Ferro Martins, 2015
- "Pequeno Museu da Rua de São Bento e Arredores", Sara & André, 2015
- "Foda-se", António Caramelo, 2015
- "Laranja Mecânica", Jorge Maciel, 2015
- "Tábula Rasa", Andreia Santana, 2015
- "Partida, Largada, Fugida", Mariana Marques, 2015
- "Assim Falava o Gato de Cheshire", Alexandre Oriano, 2015
- "Rato-de-estar / Mouse room", Tiaagh, 2015
- "Durante o todo e o oco", Rita Draper Frazão, 2015
- "Estudo sobre percurso e colisão", Yaw Tembe, 2015
- "It's my fault, blame it on me", andré (2014), 2014-2015
- "Pai, deixa-me inventar", Susana Borges, 2014-2015
- "O murmúrio e a escuta da imprevisível ressonância da matéria na deriva do universo e nada!", Fernando Fadigas, 2014
- "O arquitecto armado em betão", João Mouro, 2014 [17][18][19]